# Kocapınar, Serinhisar
Kocapınar là một xã thuộc huyện Serinhisar, tỉnh Denizli, Thổ Nhĩ Kỳ. Dân số thời điểm năm 2010 là 639 người.